# Pierre Veilletet
Pierre Veilletet, né le 2 octobre 1943 à Momuy (Landes) et mort le 8 janvier 2013 à Bordeaux,, est un journaliste et écrivain français.

## Biographie
De 1968 à 2000, il travaille au quotidien Sud Ouest, où il est grand reporter en 1973. Il reçoit en 1976 le prix Albert-Londres.
Il est notamment responsable de Sud Ouest Dimanche de 1979 à 1989, puis rédacteur en chef de Sud Ouest jusqu’en 2000. Il participe également en 1979 au lancement des Cahiers de la corrida, une revue de tauromachie, sujet qui le passionne.
Membre du conseil d'administration de l'association depuis sa création, Pierre Veilletet a été président de Reporters sans frontières, réélu en 2007 pour un mandat de deux ans.  
Il a publié plusieurs éditoriaux, articles et portraits (notamment de Bruno Frappat, Claude Imbert, Philippe Tesson, Denis Jeambar, dans la revue Médias. 
En 2008, il est un des signataires de l'« Appel en faveur d’une charte et d’une instance pour l’éthique et la qualité de l’information ».

Il est le premier dans la presse française à avoir employé l'expression "Fracture sociale" dans un article du 30 août 1981 consacré à Mitterrand: 

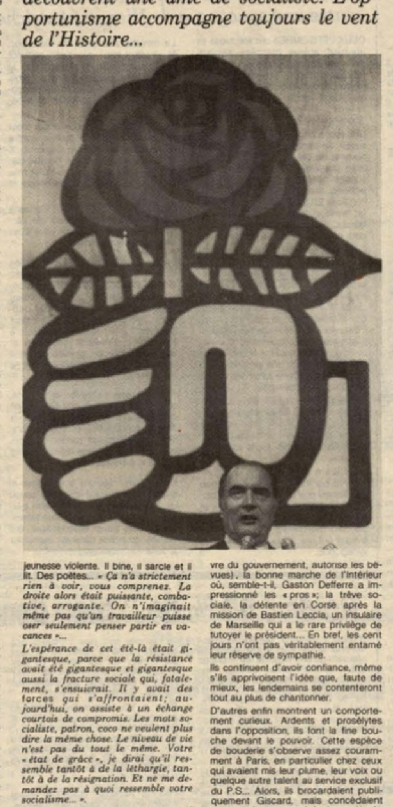
Illustration de l'article de mai 1981

L’espérance de cet été-là était gigantesque, parce que la résistance avait été gigantesque et gigantesque aussi la fracture sociale qui, fatalement, s’ensuivrait.

### Hommages
La bibliothèque du quartier de Caudéran à Bordeaux, inaugurée le 8 juin 2019, porte son nom.
Dans La Main sur le cœur (Le Cherche Midi, 2022), le journaliste Yves Harté dresse le portrait de celui qui fut son ami, son compagnon de route et son mentor.

## Œuvres
- 1986 : La Pension des nonnes, Éditions Arléa ; réédition, Arléa, coll. « Arléa-poche » no 7, 1996 ; réédition, Arléa, coll. « Arléa-poche » no 143, 2009  (ISBN 978-2-86959-855-3)

Prix François-Mauriac
- 1988 : Mari-Barbola, Arléa ; réédition chez Presses Pocket no 3924, 1992

Prix Jacques-Chardonne
- 1989 : Bords d’eaux, Arléa ; réédition, Arléa, coll. « Arléa-poche » no 57, 1999

Prix Jean-Jacques-Rousseau
Prix Valentine-de-Wolmar de l’Académie française
- 1991 : Querencia & autres lieux sûrs, Arléa
- 1992 : Plain-chant, pleine page, avec Jacques Bertin, Arléa
- 1992 : L'Entrepôt Lainé à Bordeaux : Valote et Pistre, photographies de Georges Fessy, Éditions du Demi-cercle
- 1992 : Cœur de père, Arléa
- 1994 : Le Vin : leçon de choses, Arléa ; réédition, Arléa, coll. « Arléa-poche » no 15, 1997
- 1996 : D’amour et de mort, avec Martine Mougin, Aubéron
- 1998 : Mots et Merveilles', Arléa, coll. « Arléa-poche » no 41
- 1998 : Le Cadeau du moine, Arléa, coll. « Noël »
- 2002 : Le Prix du sang, Arléa (recueil de trois récits)
- 2005 : Aficion, photographies de Michel Dieuzaide, Cairn
- 2013 : Oui, j'ai connu des jours de grâce : oeuvres, 1986-2010, Arléa, coll. « Arléa-poche » no 192

## Festival
2003 : Jury du Festival européen du court métrage de Bordeaux